# نینجا گایدن سیگما ۲
نینجا گایدن سیگما ۲ (به انگلیسی: Ninja Gaiden Sigma 2 یا Ninja Gaiden Σ2) یک نسخه به‌روزرسانی شده از بازی ویدئویی نینجا گایدن ۲ در سال ۲۰۰۸ برای کنسول ایکس‌باکس ۳۶۰ است، که توسط تیم نینجا توسعه یافته و به‌وسیلهٔ کویی تکمو در ۲۹ سپتامبر ۲۰۰۹ برای کنسول پلی‌استیشن ۳ عرضه شده است. بازی همچنان داستان اصلی نسخه اولیه را حفظ کرده و همچنین پیشرفت‌هایی در وضوح تصویر به عمل آمده است، موده چندنفره آنلاین و دارای سه شخصیت قابل کنترل اضافه شامل: ریچل، آیانه و مومیجی از نسخه نینجا گایدن: شمشیر اژدها می‌باشد. نسخه کنسول دستی پلی‌استیشن ویتا این بازی به نام نینجا گایدن ۲ پلاس در فوریه ۲۰۱۳ منتشر شده است.
نینجا گایدن سیگما ۲ همچنین برای نینتندو سوئیچ، پلی‌استیشن ۴، مایکروسافت ویندوز و ایکس‌باکس وان به عنوان بخشی از نینجا گایدن: مستر کالکشن، در ۱۰ ژوئن ۲۰۲۱ منتشر شد.